# IK Brage
El Idrottsklubben Brage es un club de fútbol sueco de la ciudad de Borlänge. Fue fundado en 1925 y juega en la Superettan, la 2ª categoría del fútbol sueco.

## Jugadores

### Plantilla 2025
- = Lesionado de larga duración